# Gandria
Gandria  är en ort i kommunen Lugano i kantonen Ticino, Schweiz. 
Gandria var tidigare en självständig kommun, men 4 april 2004 blev Gandria en del av kommunen Lugano.